# Миронова Марія Андріївна
Марія Андріївна Миронова (нар. 28 травня 1973) — російська акторка. Батько — Андрій Миронов.
У 2021 році через участь у зйомках провокаційного фільму «Небо» на території окупованого Криму внесена до переліку осіб, які створюють загрозу нацбезпеці України.

## Життєпис
Народилася 28 травня 1973 року в Москві, СРСР у сім'ї Андрія Миронова.
Закінчила акторський факультет Всесоюзного державного інституту кінематографії (1997).
Акторка Театру «Ленком». Знялась у ролі Беккі Течер в українському телефільмі «Пригоди Тома Сойєра і Гекльберрі Фінна» (1981).

## Вибрана фільмографія
- 2002 — Олігарх
- 2004 — Нічна Варта